# Hainloose
Hainloose ist eine Münchener Hard-Rock-/Stoner-Rock-Band, die aus der 2000 gegründeten und wenig später wieder aufgelösten Band Kinch hervorging. Den Großteil der Songs schreibt Gitarrist/Sänger Haris Turkanovic. Weitere Mitglieder sind Schlagzeuger Daniel und Bassist Rico. Gitarrist Mario Brekalo hat die Band während der Aufnahmen zum zweiten Album verlassen, damit er mehr Zeit für seine Band Flexible hat.
Ihre beiden bisherigen Alben sind beim Independent-Label Elektrohasch erschienen, das von Stefan Koglek aus der Band Colour Haze gegründet wurde. Das zweite Album produzierte Tim Höfer, der Schlagzeuger von Ugh!, die ebenfalls bei Elektrohasch unter Vertrag stehen. Stilistisch wird die Band gelegentlich mit Bands wie Queens of the Stone Age und Fu Manchu verglichen, gibt als Inspiration aber Clutch, Stray Cats und Depeche Mode an.

## Diskografie
- 2003: Rosula (Album, Elektrohasch)
- 2006: Burden State (Album, Elektrohasch)